# Менилбеков, Мадияр Смадилович
Мадияр Смадилович Менилбеков  (8 февраля 1978, Меркенский район, Жамбылская область) – казахстанский дипломат,  Чрезвычайный и Полномочный Посол Казахстана в ОАЭ.

## Биография
С 2002 по 2005 годы – старший преподаватель Египетского университета исламской культуры «Нур-Мубарак».
С 2005 по 2006 годы – старший преподаватель Академии государственного управления при Президенте РК.
С апреля по сентябрь 2006 года – третий секретарь Департамента Азии и Африки Министерства иностранных дел Республики Казахстан.
С 2006 по 2011 годы - атташе, третий, второй секретарь Посольства Республики Казахстан в Объединенных Арабских Эмиратах.
С 2011 по 2012 годы – первый секретарь Департамента Азии и Африки Министерства иностранных дел Республики Казахстан.
С 2012 по 2015 годы – советник Посольства Республики Казахстан в Объединенных Арабских Эмиратах.
С 2015 по 2017 годы – советник-посланник Посольства Республики Казахстан в Объединенных Арабских Эмиратах.
С 2017 по 2019 годы - Генеральный консул Республики Казахстан в Дубае.
С 26 февраля 2019 года – Чрезвычайный и полномочный посол Республики Казахстан в Объединенных Арабских Эмиратах
С 2024 года - Чрезвычайный и полномочный посол Республики Казахстан в Королевстве Саудовская Аравия.